# Купер, Томас (поэт)
Томас Купер (англ. Thomas Cooper, 20 марта 1805, Лестер, Англия — 15 июля 1892) — английский поэт-чартист.

## Биография
Был отдан в ученье к сапожнику, но самостоятельно получил образование и вслед за этим должность школьного учителя. В 1841 году выдвинулся как вождь чартистов в Лейстере. В 1842 году был приговорён к двум годам заключения по обвинению в «заговоре и возмущении»; в тюрьме написал «Чистилище самоубийц» (поэму) и «Мудрые сказания и новые примеры» (серия рассказов). Оба сочинения были напечатаны в 1845 году. «Чистилище» считается его самым лучшим произведением. Оно является не столько описанием всех знаменитых самоубийц, сколько осуждением всякого насилия и гнёта. Поэт с негодованием говорит о белом и чёрном рабстве, о жизни в рабочих домах и о ханжестве и лицемерии общества.
Карлейль находил в Купере «несомненный отпечаток гениальности», но всё же советовал поэту обратиться к прозе. И действительно, в стихах Купера есть чувство, местами — глубина мысли, но очень мало поэзии. Проза Купера, особенно в его обращениях к рабочим, производит, поэтому, более сильное впечатление, чем его стихи. Купер написал несколько повестей и много публиковал по вопросам веры (ранее бывший скептиком, в 1855 году Купер принял баптизм и вскоре стал рьяным борцом с дарвиновской теорией эволюции). В 1872 году он издал автобиографию. Его последняя книга, «Thoughts of Fourscore» (1885) — собрание мелких статей и отдельных мыслей. Наиболее популярный среди чартистов того времени гимн («Бог земли, морей и неба!») принадлежит перу Купера.